# Šelochovskaja
Šelochovskaja (in russo Шелоховская?) è una località nel Kargopol'skij rajon dell'Oblast' di Arcangelo in Russia.